# Emoia aurulenta
Emoia aurulenta — вид сцинкоподібних ящірок родини сцинкових (Scincidae). Ендемік Нової Гвінеї.

## Поширення і екологія
Emoia aurulenta мешкають в басейнах річок Лоренц, Баму і Флай на півдні Нової Гвінеї, на території Індонезії і Папуа Нової Гвінеї. Вони живуть в густих вологих і гірських тропічних лісах, в лісовій підстилці. Зустрічаються на висоті до 1200 м над рівнем моря.